# 耶西主教座堂

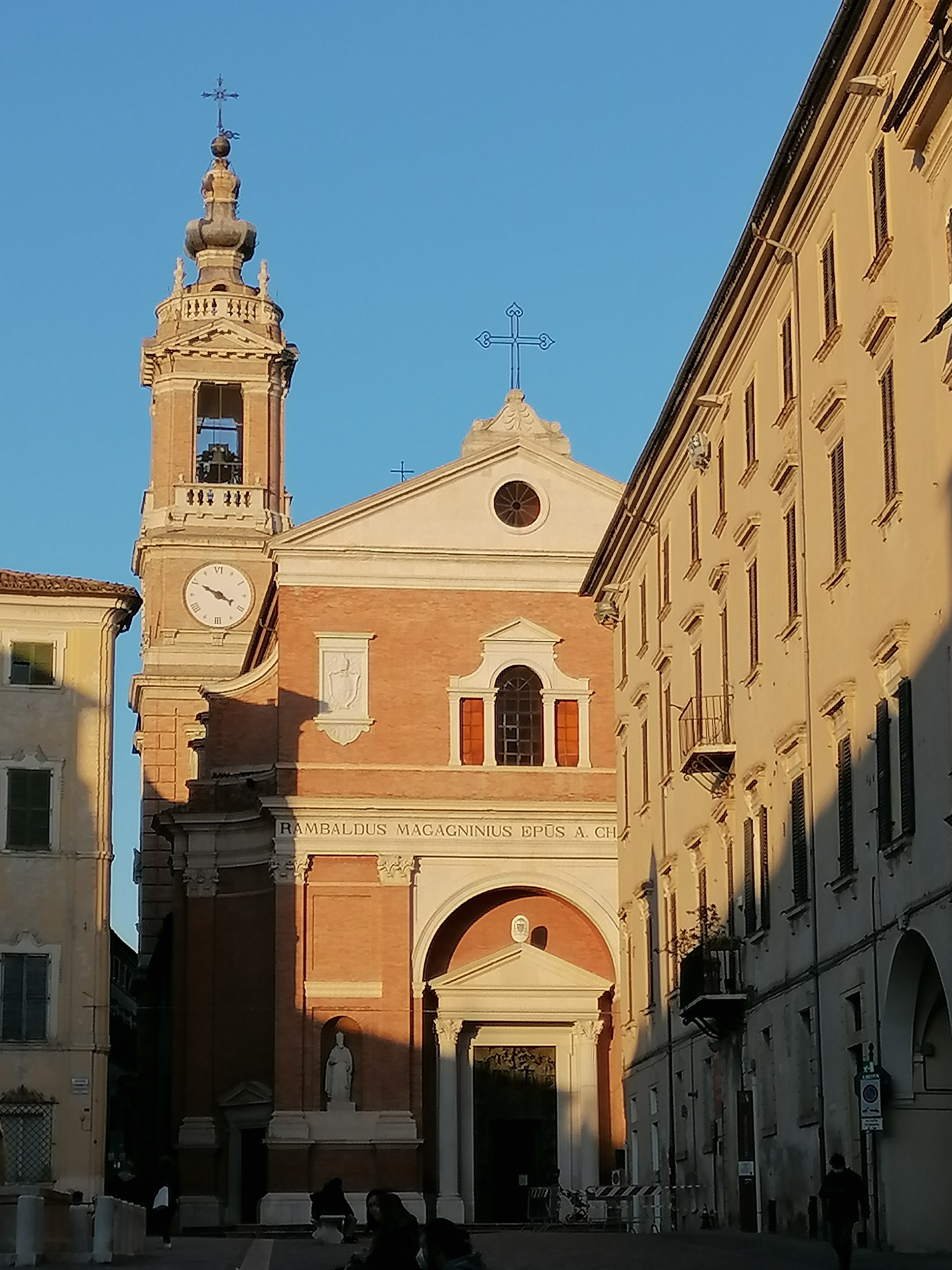

圣塞普蒂米乌斯主教座堂（Cattedrale di San Settimio）是天主教耶西教区的主教座堂，位于意大利马尔凯大区安科纳省耶西的腓特烈二世广场，建于12-18世纪，巴洛克风格。
1969年，在庆祝当地主保圣人圣塞普蒂米乌斯的圣髑发现五周年之际，该堂被升格为宗座圣殿。

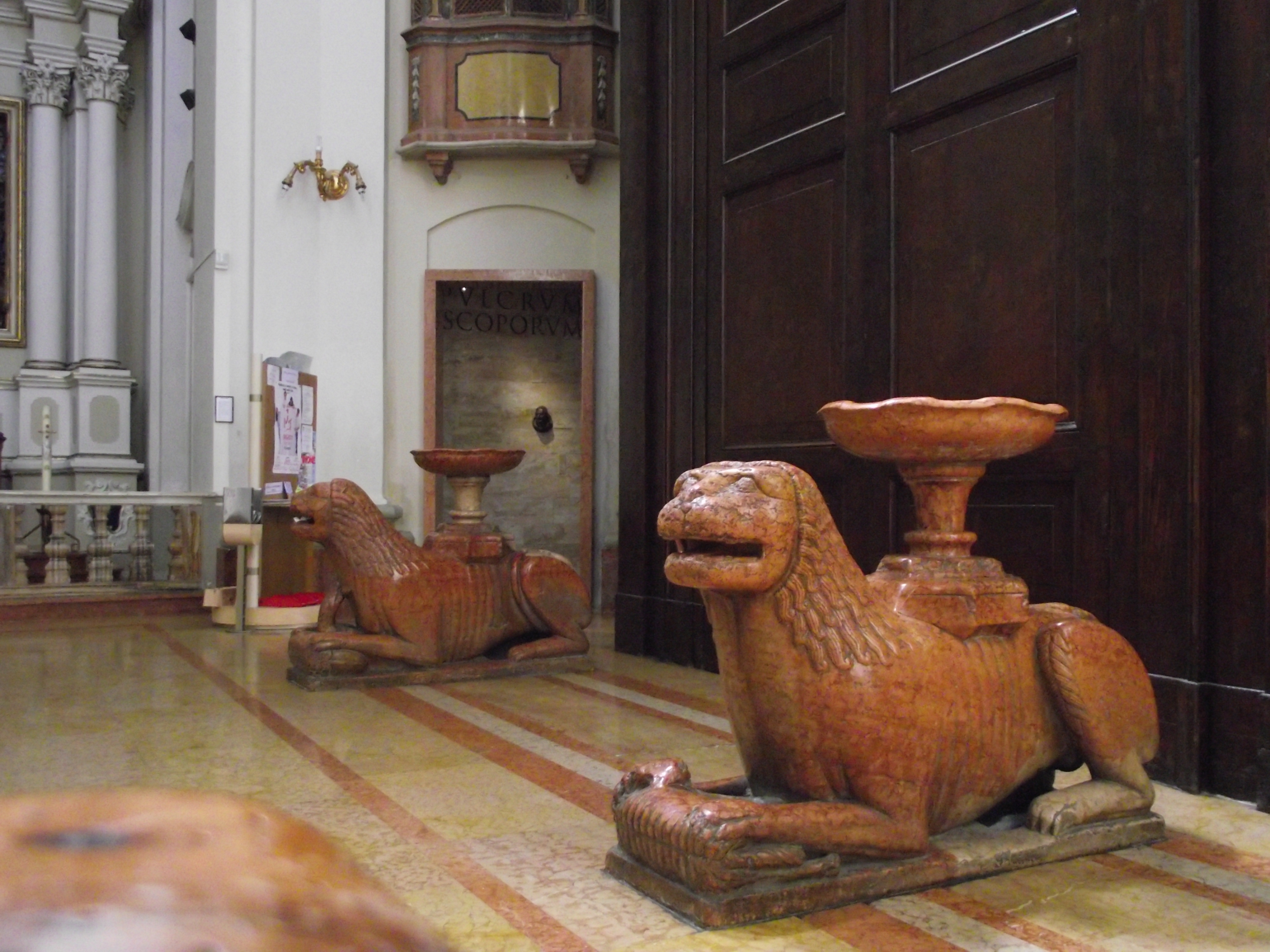
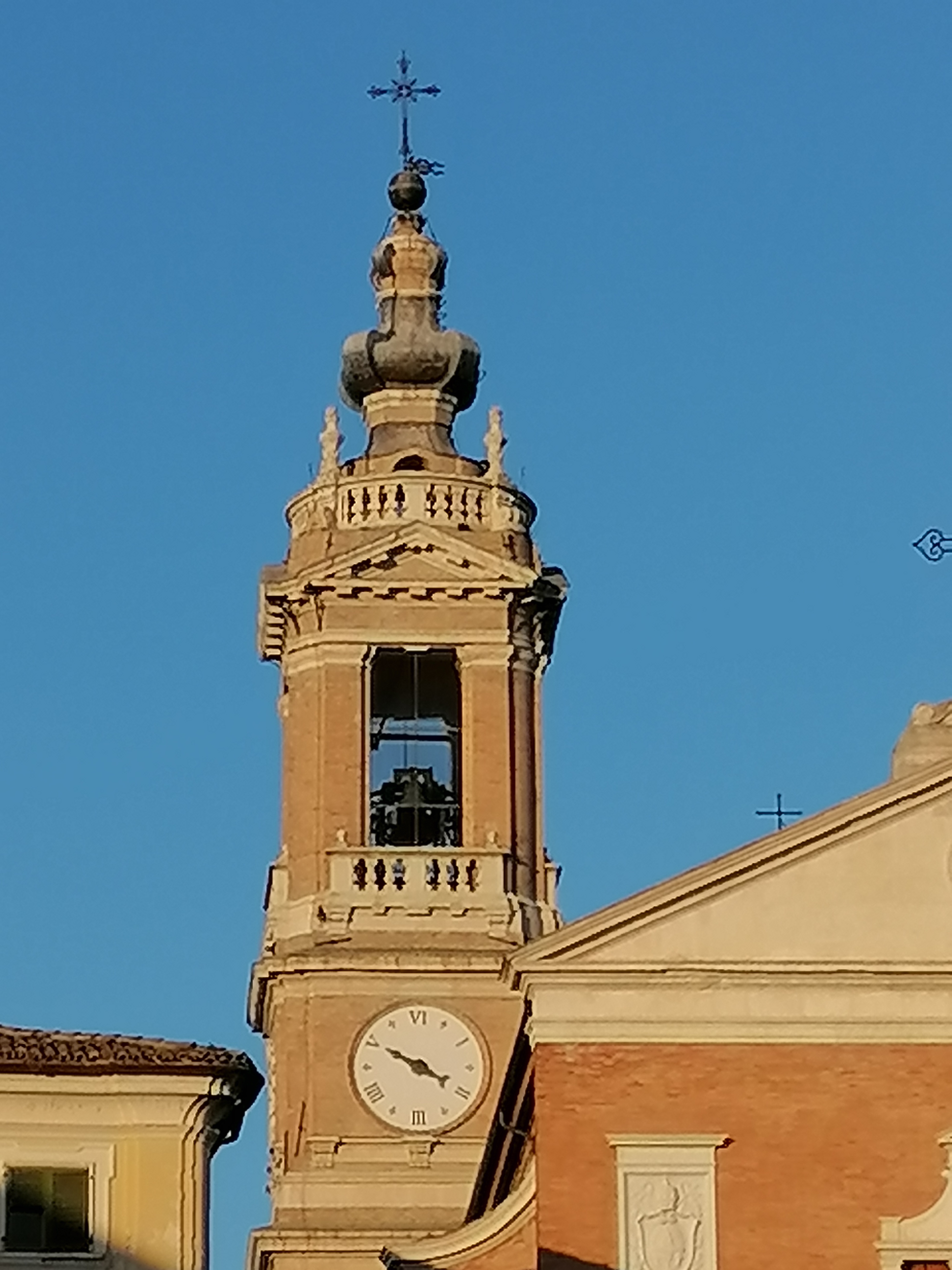
钟楼
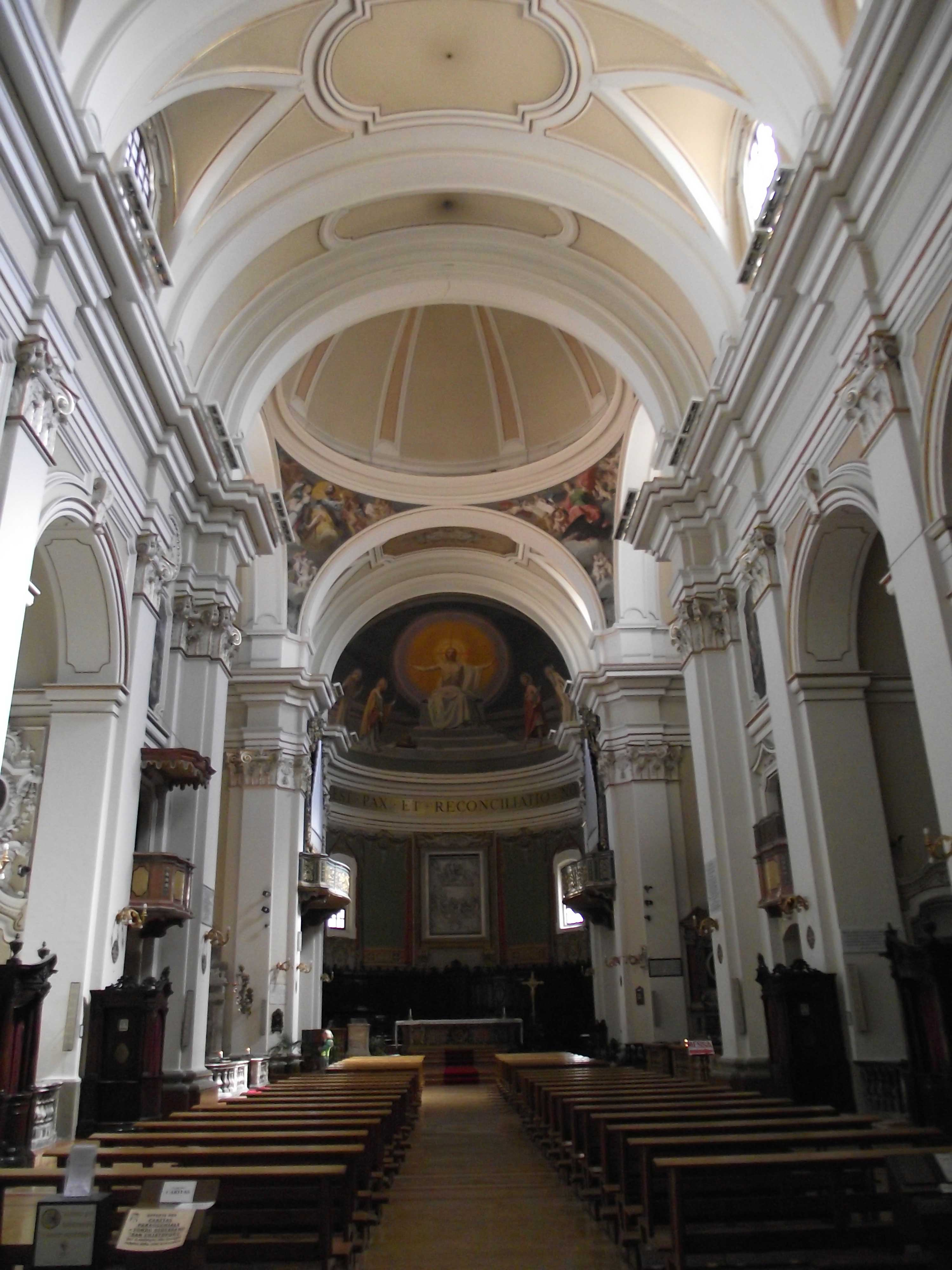
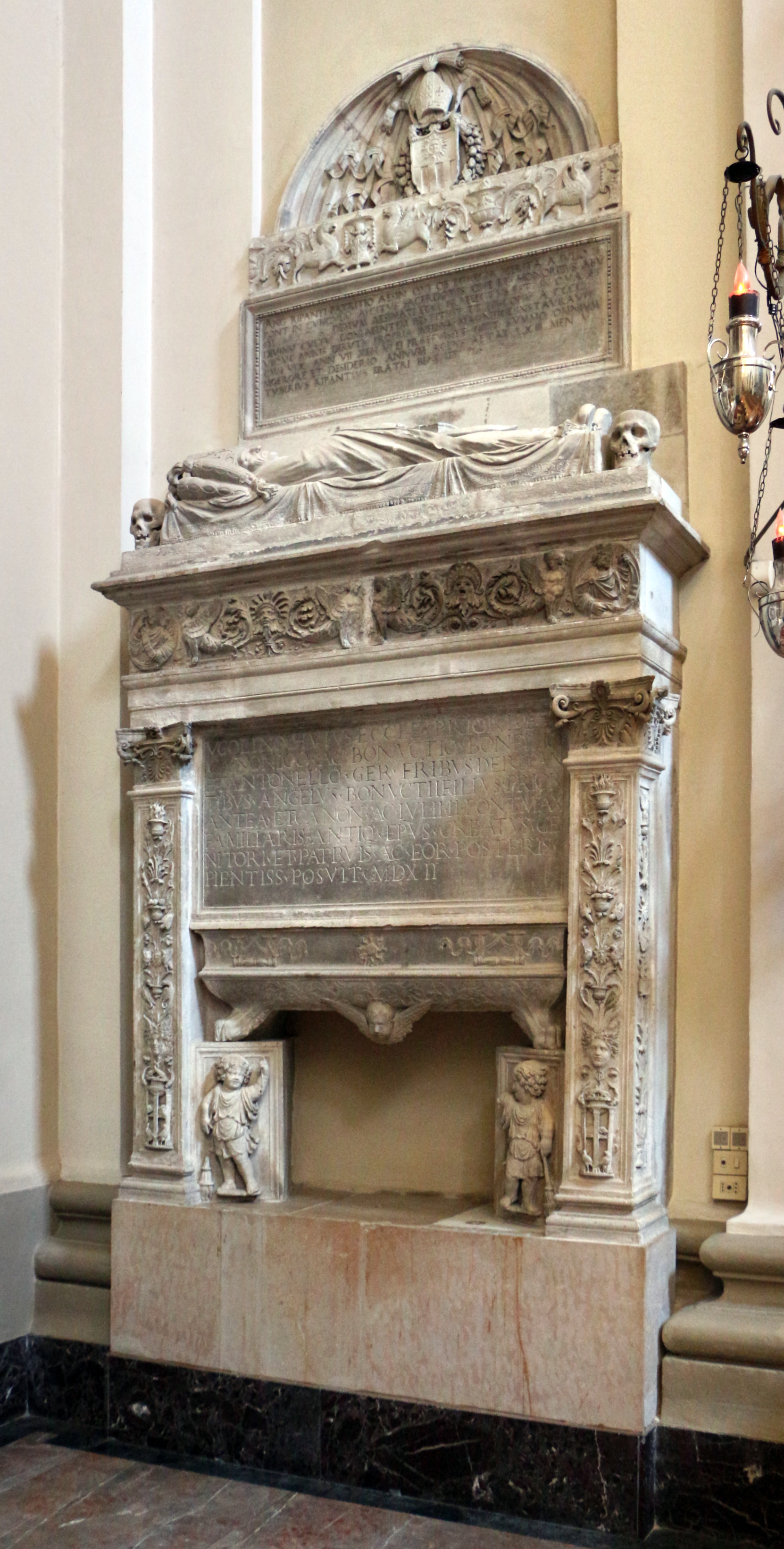
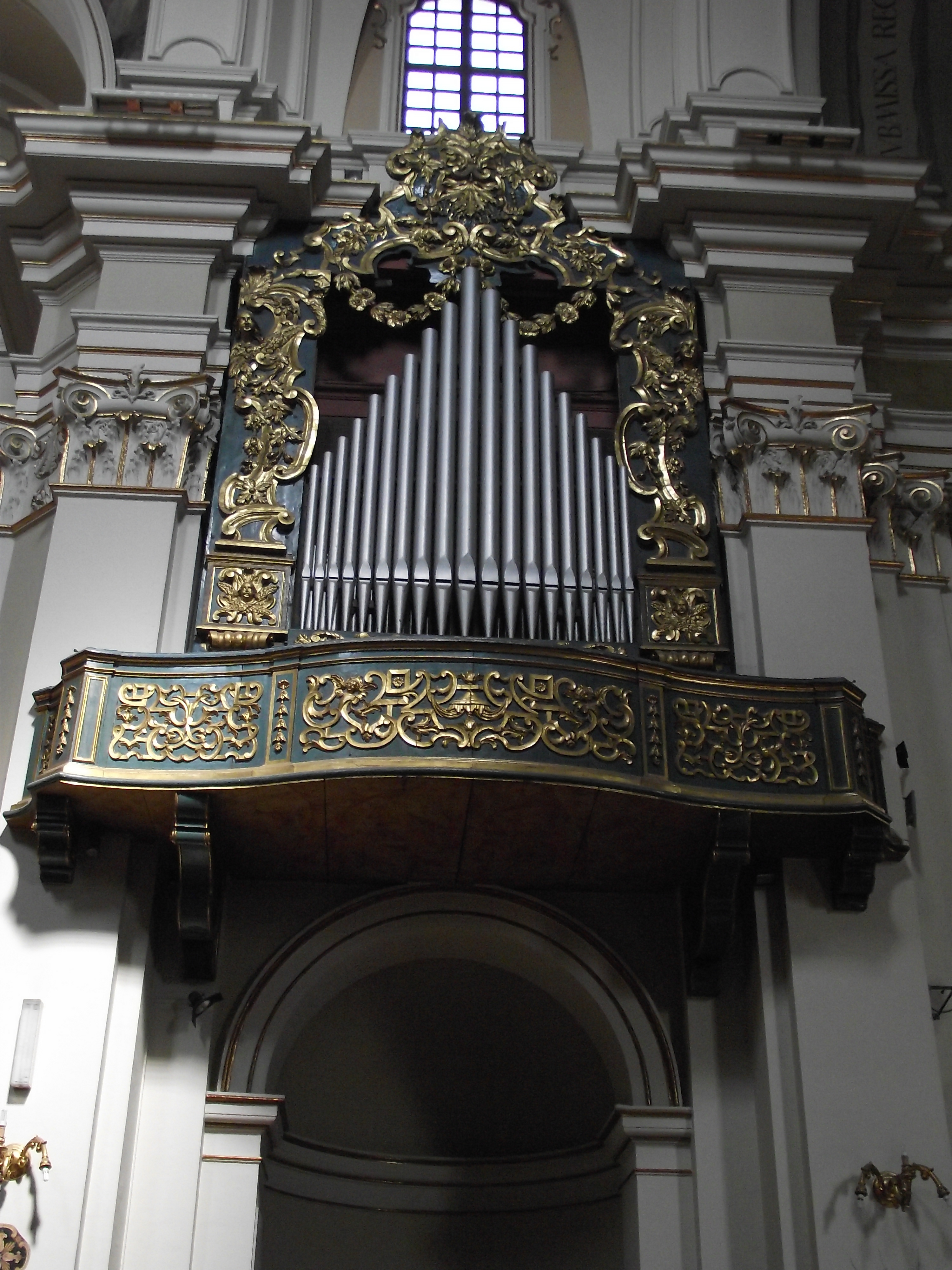